# Mošnje (Radovljica, Slovenija)
Mošnje je naselje u slovenskoj Općini Radovljici. Mošnje se nalazi u pokrajini Gorenjskoj i statističkoj regiji Gorenjskoj. 

## Stanovništvo
Prema popisu stanovništva iz 2002. godine naselje je imalo 350 stanovnika.